# Djupegöl (Herråkra socken, Småland)
Djupegöl är en sjö i Uppvidinge kommun i Småland och ingår i Ronnebyåns huvudavrinningsområde.